# Манченки
Манченки — селище в Україні, у складі Люботинської громади Харківського району Харківської області. Колишній орган місцевого самоврядування — Манченківська селищна рада.

## Географічне розташування
Селище міського типу Манченки знаходиться між витоками річок Мокрий Мерчик і Уда. До селища прилягає село Мищенки і селище Санжари. Через селище проходить залізниця, станція Манченки. Поруч проходить автомобільна дорога М03 (E40).

## Історія
Населений пункт заснований в 1765 році (за одними даними) або в XVII столітті (за іншими). Якщо останнє припущення вірне, то можна вважати, що село Манченки виникло в результаті злиття кількох хуторів, що виникли в XVII в.
До 1917 року село входило до складу Валківського повіту Харківської губернії.
Під час Визвольних змагань влада у селі змінювалась декілька разів, урешті-решт перемогли червоні, які встановили окупаційний режим.
У 1925 році організовані ТОЗи «Любівка» і «Зелений Барвінок», на базі яких в 1929 році створено колгосп «Червоний шлях».
У 1929—1932 роках був створений птахівничий радгосп «Перше травня», перетворений в 1954 році в Люботинську птахофабрику.
Під час організованого радянською владою Голодомору 1932—1933 років померло щонайменше 102 жителі селища.
В 1957 році Манченкам присвоєно статус селище міського типу.
В 1999 році село Яроші приєднано до Манченків.

## Сьогодення
На території Манченківської селищної ради розташовані та функціонують ТОВ «Люботинська птахофабрика», ТОВ «Радіал-агро», дві АЗС ТОВ «Харків-Петрол», АГЗС, сім кооперативів з газифікації, радіотрансляційна станція, АТС, паливний склад, загальноосвітня школа І-ІІІ ступенів, дві бібліотеки, два поштових відділення, Будинок культури і клуб, медамбулаторія, фельдшерсько-акушерський пункт, аптека, 20 магазинів, торговельних павільйонів та кіосків, два кафе і корчма.

## Населення

### Мова
Розподіл населення за рідною мовою за даними перепису 2001 року:
| Мова            | Кількість | Відсоток |
| --------------- | --------- | -------- |
| українська      | 1078      | 90.44%   |
| російська       | 107       | 8.98%    |
| білоруська      | 5         | 0.42%    |
| інші/не вказали | 2         | 0.16%    |
| Усього          | 1192      | 100%     |

## Економіка
- Люботинська птахофабрика, ТОВ.

## Визначні місця
- Братська могила радянських солдатів. Поховано 1056 вояків.

## Уродженці
- Віктор Шовкун (1940—2018) — український перекладач і письменник.